# Buitenplaats Schoonoord

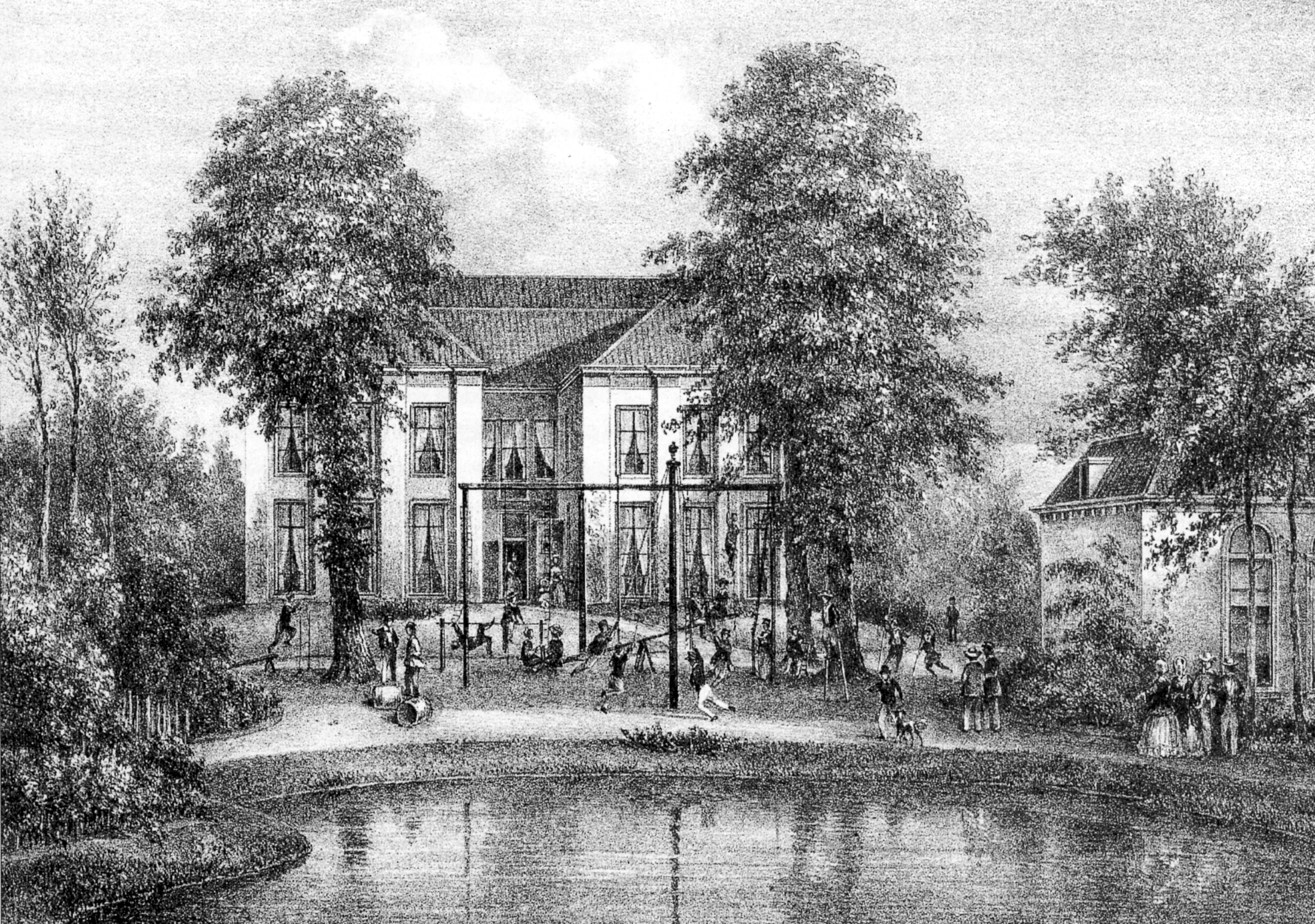
De achterzijde van de voormalige buitenplaats Schoonoord, hier in gebruik als kostschool van B.L.W. Mensing

Het landgoed Schoonoord heette oorspronkelijk Dirksveld. In de 14e eeuw was er in Rijswijk al een woning met die naam, in het bezit van Dirc de Blote. Deze woning werd in brand gestoken naar aanleiding van de moord op Aleida van Poelgeest. De Delftse burgemeester Harpert Maartensz. Tromp, broer van Cornelis Tromp, had de hofstede aan het eind van de 17e eeuw in bezit. De toegangspoort vertoonde cartouches waarop de wapens van  Tromp en zijn vrouw Magdalena van Adrichem waren afgebeeld. Onder verschillende eigenaren heette het landgoed in de loop der tijd Dirksveld, Trompenburg, Belvedère, Seydenrust en uiteindelijk Schoonoord (1767). In 1850 werd in het gebouw een kostschool gevestigd, en in 1874 werd het huis afgebroken. De poort bleef nog tot 1924 gespaard. De natuurstenen koppen op de palen van de toegangspoort werden gebruikt ter versiering van de toegangspoort van het gebouw Pax Intrantibus aan de Van Vredenburchweg.